# Ernst Ballweg
Ernst Ballweg (* 27. März 1901 in Pforzheim; † 6. Oktober 1960 in Freiburg im Breisgau) war ein deutscher Landrat (Zentrum).

## Leben
Ballwegs Vater war Kaufmann und Journalist. Er selbst besuchte die Oberrealschule in Pforzheim und studierte anschließend von 1919 bis 1924 Rechts-, Staats- und Kameralwissenschaften in Heidelberg, wo er 1925 promoviert wurde. Seine berufliche Laufbahn begann er als Hilfsarbeiter in der Handelskammer Pforzheim. In Pforzheim leitete er auch eine Druckerei und einen Verlag. 1934 emigrierte er in die Schweiz, wo er journalistisch tätig war. 1935 ging er als Unternehmer nach Paris. Während seiner Zeit in Frankreich wurde er zwei Mal interniert und schließlich nach Deutschland verbracht. Hier war er schließlich beim Auswärtigen Amt in Berlin und bei der Leitstelle Paris der Organisation Todt beschäftigt. In den Jahren 1941 und 1942 war er für eine deutsche Firma in Frankreich tätig. Von 1942 bis 1944 war Ballweg Bankier in Tanger. Nach zwei weiteren Jahren als Unternehmer in Spanien kehrte er 1946 nach Deutschland zurück und wurde 1947 kommissarischer Landrat im Landkreis Neustadt. 1949 war er im badischen Ministerium des Innern in Freiburg tätig, bevor er bis zum Ruhestand 1956 im Landesausgleichsamt in Freiburg arbeitete. Bei der Bundestagswahl 1953 kandidierte er für das Zentrum auf der nordrhein-westfälischen Landesliste.